# Green Worker Cooperatives
Green Worker Cooperatives (GWC) – organizacja non-profit, która pomaga tworzyć i rozwijać zrównoważone ekologicznie spółdzielnie pracownicze na Bronxie w Nowym Jorku. Organizacja została założona w 2003 przez Omara Freillę, a jej celem jest tworzenia miejsc pracy dla zielonych kołnierzyków i promocja sprawiedliwości ekologicznej poprzez tworzenie spółdzielni. 
GWC jest członkiem United States Federation of Worker Cooperatives.
W 2008 Green Worker Cooperatives założyła ReBuilders Source, spółdzielnię robotniczą, która ponownie wykorzystuje zużyte materiały budowlane. Założyciel Freilla otrzymał Medal Jane Jacobs Fundacji Rockefellera i 100 000 USD, które wykorzystał na sfinansowanie organizacji. Rebuilders Source otrzymało również dotację w wysokości 70 000 USD od Citgo.